# Windsurfing

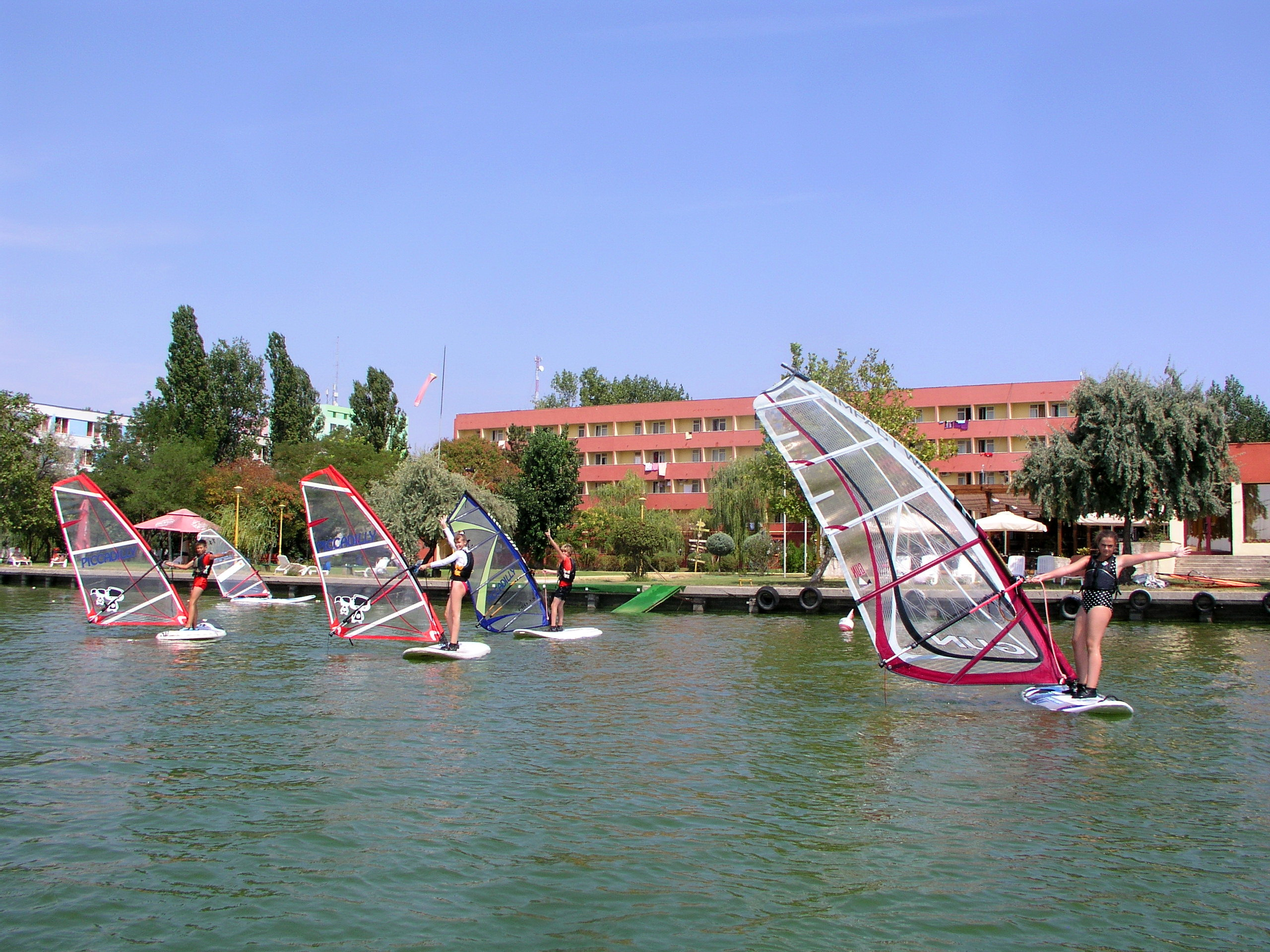
Copii la școala de windsurfing

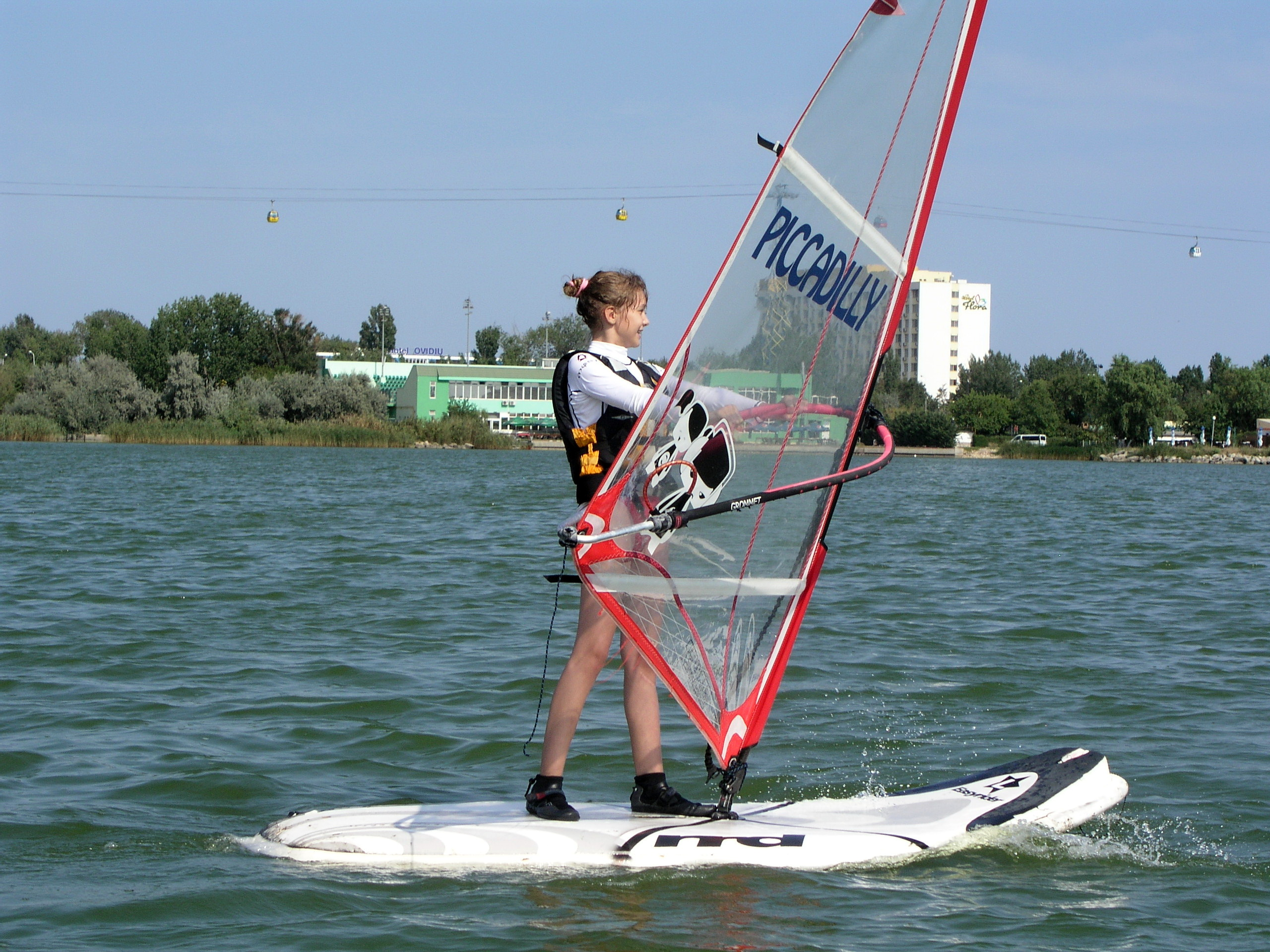
Elevă la windsurfing

Windsurfing-ul este un sport nautic practicat cu ajutorul unei planșe cu velă, asamblate, care formează windsurful. În traducere liberă, windsurfing înseamnă surfing cu ajutorul vântului. În acest scop, de o planșă de surfing a fost atașată o velă. Inițial, catargul velei se lega de planșă cu ajutorul unui universal joint. Practicarea windsurfingului presupune atât aptitudini sportive, cât  și cunostințe de navigație cu  
ajutorul velelor. Navigația în sine este un domeniu amplu. 
Windsurful este compus din:
- Planșa, care se aseamănă cu coca unei nave și are în componență derivorul, fina și canalul de prindere a catargului, precum și suporți de picioare.
- Greementul, compus din: velă, ghiu, prelungitor de catarg, talpă de catarg, școte.
- Legăturile moderne se numesc powerjoint și sunt elastice.

## Planșe
În anii 1970-1980 planșele erau clasificate în planșe lungi (longboards)  și planșe scurte (shortboards).
Planșele lungi aveau de regulă peste 3 metri în lungime, derivor retractrabil și se foloseau pentru școală și vânt slab. Planșele scurte sunt sub 3 metri lungime și folosite în special pentru planaj pe vânt puternic.
Datorită evoluției în proiectarea și fabricarea planșelor precum și a dezvoltării de noi tehnici de navigare, după anii 1990 s-au produs numai planșe scurte.
Aceste planșe, mult mai scurte,  mai late și mai ușoare, sunt mai rapide și mai ușor de manevrat. Deoarece sunt mai ușoare, dizlocă un volum mai mic de apă și se accelerează rapid favorizând planajul. Având contact mai mic cu apa, se pot executa manevre de neînchipuit în anii 1980. Astfel, au apărut multe stiluri și clase noi în windsurfing, implicit clasificarea planșelor devenind mai complexă.
Inițial planșele de windsurfing au fost produse dintr-un înveliș de polietilenă pe un corp de spumă PVC. Mai târziu s-a trecut la un înveliș din fibră de sticlă armat cu rășină epoxidică. 
În prezent, miezul planșei este compus din polistiren expandat, acoperit cu o cămașe (sandwich) compusă din 2 straturi de fibră de carbon separate de un strat de spumă poliuretanică. Întăriturile sunt din kevlar sau fibră de sticlă. Acest amestec a dus la producerea unor planșe mult mai ușoare, de 5–7 kg. Cele mai grele sunt planșele de școală ce cântăresc 10–12 kg.

### Clasificare

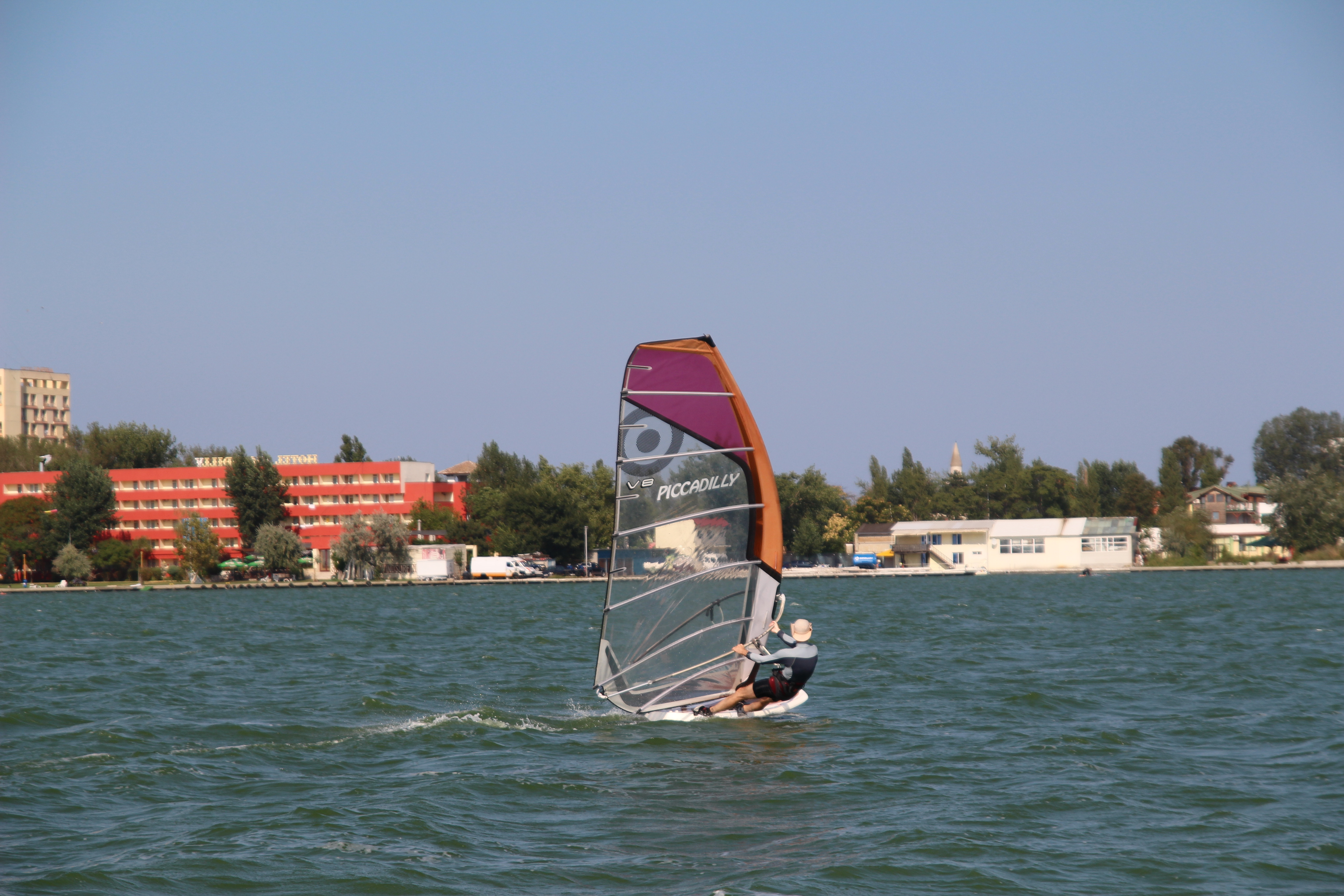
Planșă de windsurfing Formula

- Planșe de viteză : Sunt planșe înguste și scurte cu ajutorul cărora se doboară în condiții optime de vânt și valuri.[1]

- Planse slalom  : Planșe de viteză folosite în cursele pe un traseu în S. Volum 90 L -130 L , lungime 225 –235 cm. Planșe greu de manevrat dar foarte rapide . [2]

- Planșe formulă : Planșe cu lățime și volum mare (1m;160l), folosite la curse cu vânt slab; sunt greu de manevrat.

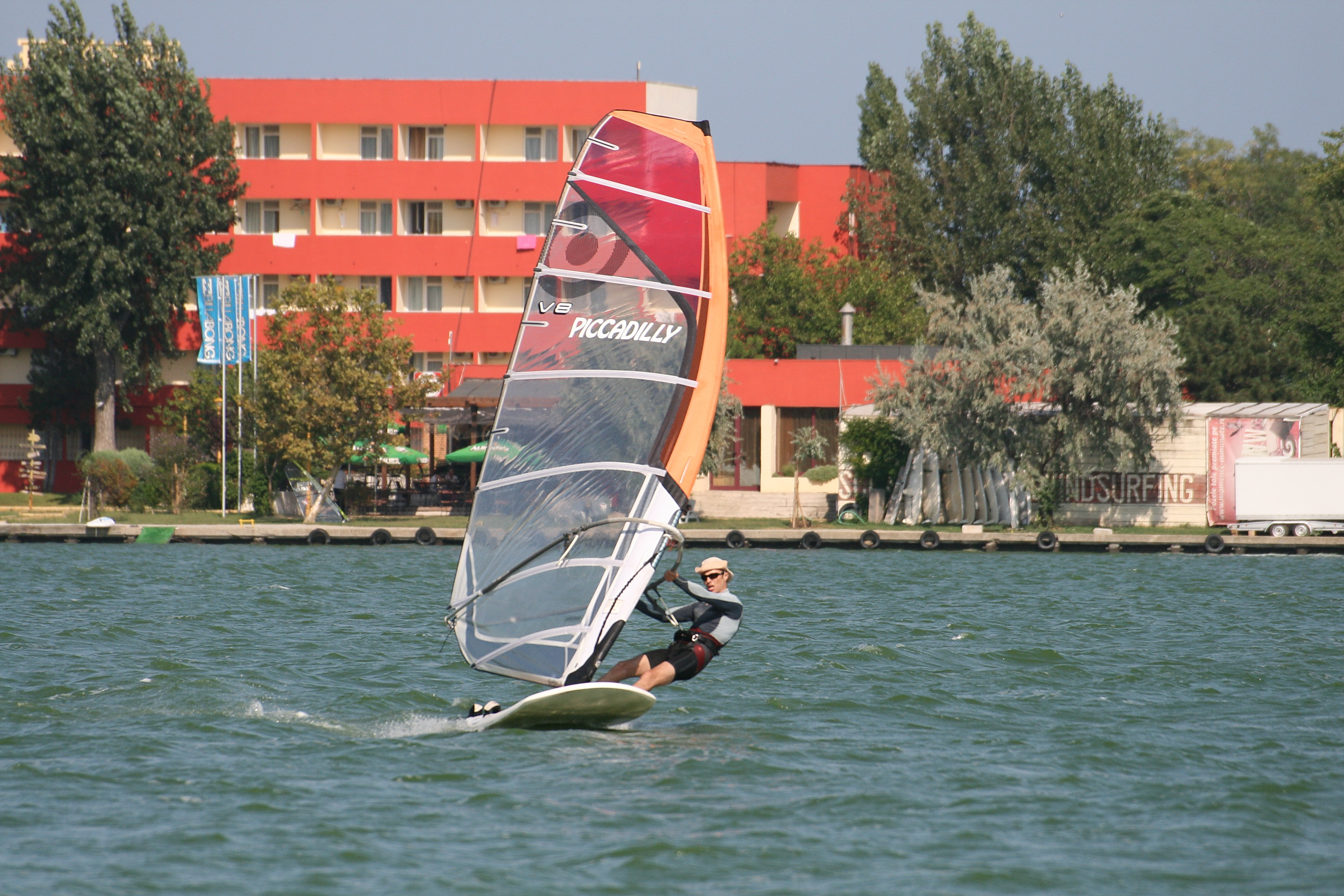
Windsurfer în planaj

- Planse freeride : Sunt cele mai răspândite, se folosesc pentru navigare recreativă în planaj; foarte ușor manevrabile, folosite de majoritatea windsurferilor. Volum 90 L - 145 L, lungime 240–270 cm, lățime 60–85 cm.

- Planse de val :  Planșe înguste  în formă de fus pentru navigarea pe valuri.  Volum 65-90 L, lungime 220-250, lățime  50–60 cm. Planse cu stabilitate si flotabilitate mica .

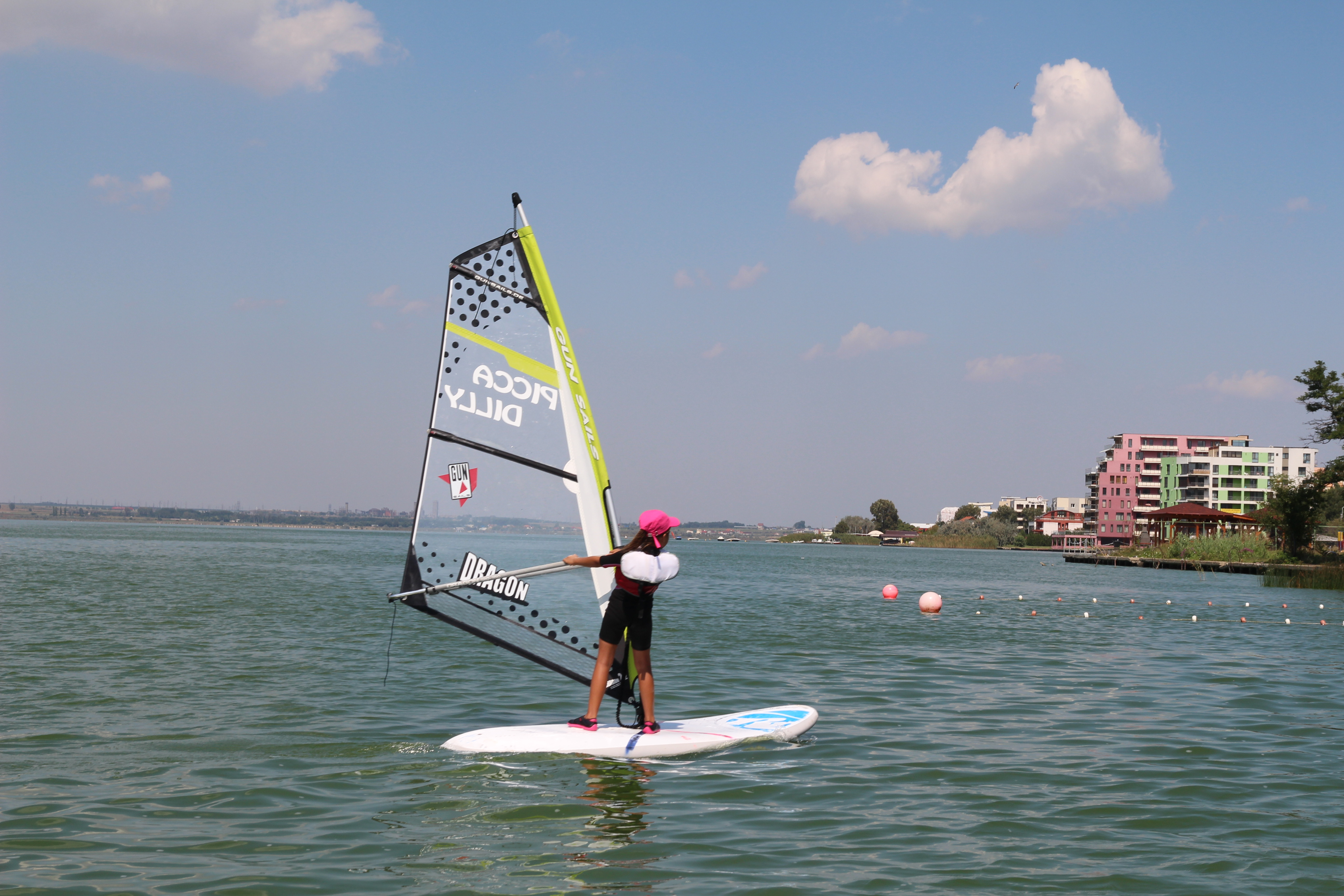
Echipament de școală pentru copii

- Planse freestyle :  Planșe folosite pentru executarea unei game largi de figuri pe val sau apă calmă, în special cu desprinderea planșei de apă. Volum 80-110L, lungime 240–250 cm.  Exista și tipul clasic-freestyle  la care se execută figuri fără desprinderea planței de suprafața apei.

- Planse racing  : Planșe pentru cursele RS:X de la Olimpiadă. Mistral One design Class și Neil Pryde formula windsurfing sail RS4  . Planșe RS:X . late ce reprezintă un compromis între planșele vechi raceboard și Formula.

- Planșe de școală și începători : Planșe lungi cu derivor ce împiedică deplasarea laterală.  În general au lățime de 80–100 cm, volum de 180-220 L și o stabilitate mare.

- Planșe tandem : Sunt planșele cele mai lungi, au derivor și dotări pentru ca două persoane să poată naviga pe ele.

## Vele
Velele de windsurfing sunt fabricate din monofilm transparent de poliester, dacron (țesătură de poliester) și milar. Părțile solicitate  sunt armate cu fire de kevlar. Pentru rigiditate și menținerea formei, velele sunt armate cu „balene” orizontale. Velele pentru viteză au la primele 2-5 balene de jos brățări pe catarg (cambers), ce țin vela în forma optimă de captare a vântului, mărind puterea de tracțiune prin curbarea balenelor. În acest mod, forța de tracțiune este plasată la baza velei, lângă catarg, pentru echilibrare și randament maxim. Velele cu catarg sunt mai grele și mai greu de manevrat decât cele fără catarg.
Vela este de formă triunghiulară și este compusă din : 
- marginea de întindere (partea verticala din față, pe care se introduce catargul în „buzunar”);
- marginea de cădere (partea înclinată din spate);
- colțul de școtă (colțul din spate);
- baza velei (partea orizontală, de jos) ;
- colțul de întindere (colțul de la baza catargului).

Vela se întinde și reglează pe verticală (pe catarg), de la colțul de întindere aflat la baza catargului. Pentru ușurință se folosește un scripete ce multiplică forța de tracțiune.
Pe orizontală, vela se întinde pe ghiu (armatura tubulară orizontală fixată orizontal între catarg și colțul de școtă de care se prinde windsurfer-ul cu mâinile).
În general, pentru un vânt mai puternic vela se întinde mai mult pe catarg (mutând centrul de forță mai jos) și pe ghiu (făcând vela mai plată),  oferind o tracțiune mai mică și un control mai mare.
Velele se măsoară în metri pătrați. Cele mai mici vele, pentru copii au 0,7 m2 iar cele mai mari 12,5– 15 m2.
Velele se împart pe categorii asemenea planșelor, după stilul în care se folosesc: slalom, freerace, freeride, wave, freestyle sau pentru începatori.

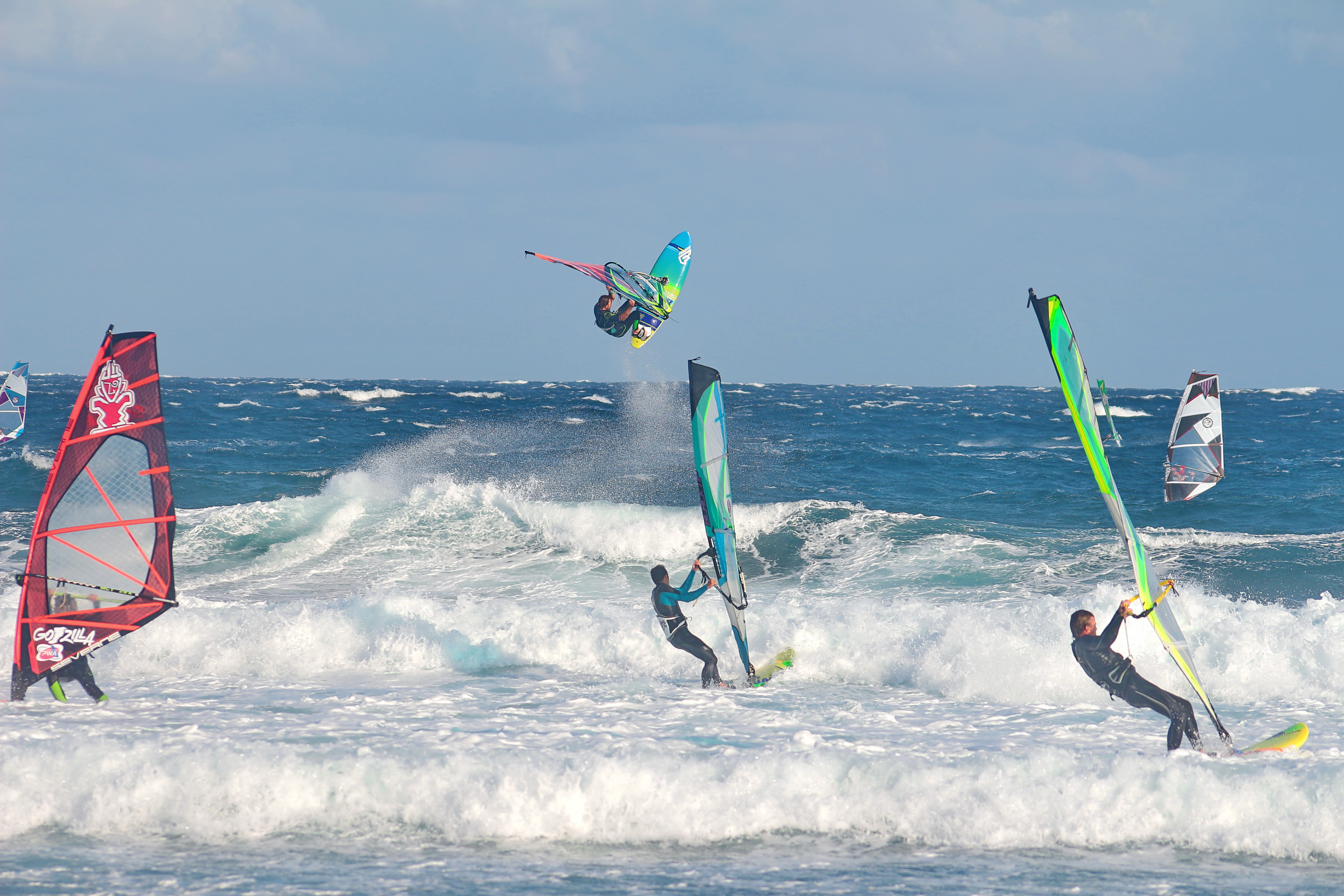
Lulu windsurfing jumping

## Catarge
Catargul (de forma tubulară) ajută la intinderea velei pe verticala. La început a fost confectionat din duraluminiu, apoi din fibră de sticlă și în prezent din combinații de fibră de sticlă, kevlar și fibră de carbon. Cu cât procentajul de carbon e mai apropiat de 100%, catargul e mai performant.  Catargele moderne din carbon mențin o formă ideală a velei și flexează la solicitările laterale ale rafalei de vânt diminuând șocul.

## Ghiuri
Ghiul întinde vela pe orizontală. Are același istoric și evoluție ca și catargul (de la duraluminiu la carbon).

## http://www.windsurfing1.roLegături externe
- Nauticamagazine - windsurfing Arhivat în 19 decembrie 2014, la Wayback Machine.
- Windsurfing romania
- http://www.sportsshuttle.ro/